# Briceljk
Briceljk je 2.346 m visoka gora v zahodnih Julijskih Alpah in najvišji vrh v grebenu Loške stene, ki se dviga več kot 1000 m nad dolino Koritnice, razteza pa se od Vrha Krnice (2.235 m) na jugovzhodu do Plešivca (2.185 m) na severozahodu. Proti jugovzhodu pada s stranskim grebenom, travnatimi strmalmi in skalnatimi pragovi na sedlo med njim in nižje ležečim Stadorjem (2.025 m), od koder je, z izhodiščem v dolini Bavščici, po neoznačeni stezi in delnem brezpotju še najlažje dosegljiv (5-6 h). Vrh se nahaja znotraj Triglavskega narodnega parka.